# Joseph Boahen Aidoo

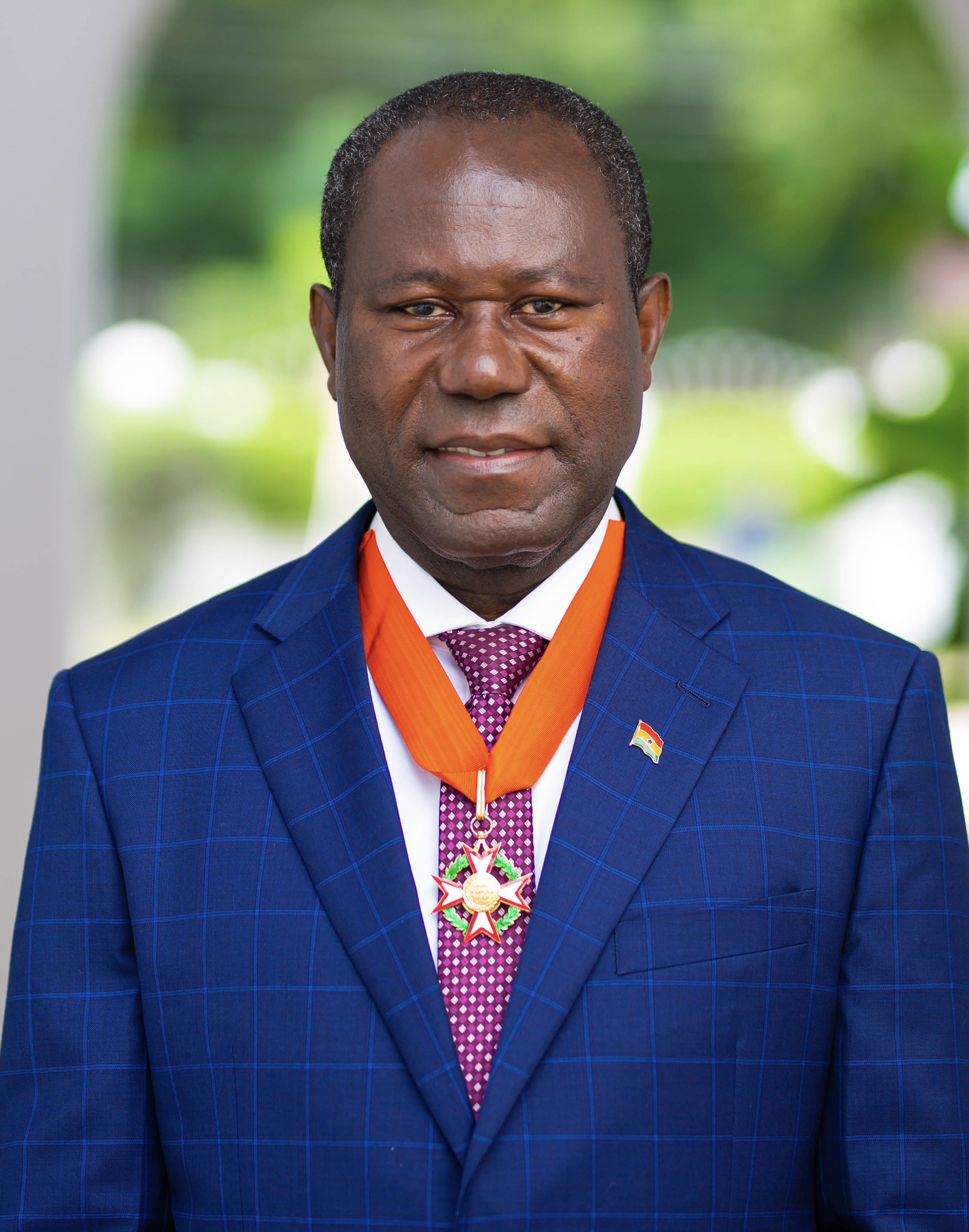
Joseph Boahen Aidoo, 2020

Joseph Boahen Aidoo (* 4. August 1958) ist ein Politiker in Ghana. Er war bis Juli 2005 Regionalminister der Western Region. Stellvertreterin von Aidoo im Amt des Regionalministers war Sophia Honer Sam. Gegen den damaligen Minister Aidoo wurde Korruptionsvorwürfe laut. Präsident John Agyekum Kufuor hat Aidoo im Verlauf der öffentlichen Diskussion von seinen Pflichten entbunden.
Aidoo ist für den Wahlkreis Wassa Afransie in der Western Region als Mitglied der New Patriotic Party (NPP) in das ghanaische Parlament gewählt worden.
Der katholische Aidoo ist verheiratet und hat fünf Kinder.